# تشانغ ملك غوريو
الملك تشانغ (ولد في 6 سبتمبر (7 أغسطس بالتقويم القمري) 1380 ومات في 31 ديسمبر (14 ديسمبر بالتقويم القمري) 1389، وحكم من سنة 1388 إلى سنة 1389) هو ملك سلالة غوريو الثالث والثلاثين في كوريا وأصغر حكامها.

## حياته
تشانغ هو ابن الملك وو السابق والذي خلع من الحكم على يد إي سونغ غي وذلك في سنة 1388، ووضع تشانغ على العرش كدمية بدلاً منه. بعد أن سيطر إي سونغ غي على كامل السلطة العسكرية، قام بإبعاد الملك تشانغ وخلعه ثم إرساله إلى غانغهوا ووضع الأمير غونغيانغ بدلاً منه مدعياً أن غونغيانغ هو صاحب دماء ملكية حقيقية.

## قتله
الملك تشانغ اغتيل مع والده الملك وو بعد فترة قصيرة من تنصيب الأمير غونغيانغ ملكاً. الملك تشانغ في ذلك الوقت كان ما يزال طفلاً ولم يبلغ العاشرة.

## الأسرة
- الجد: الملك غونغمن (بالهانغل: 공민왕 | بالهانجا: 恭愍王)، (ولد في سنة 1330 ومات في 1374، وحكم من سنة 1351 إلى وفاته).
- الجدة: بان يا (بالهانغل: 반야 | بالهانجا: 般若)، (ولدت في ؟ وماتت في 1376).
  - الأب: الملك وو (بالهانغل: 우왕 | بالهانجا: 禑王)، (ولد في 1365 ومات في 1389، وحكم من 1374 إلى سنة 1388).
  - الأم: إي غنبي (بالهانغل: 근비 이씨 | بالهانجا: 謹妃 李氏) - ابنة إي رم من عشيرة إي غوسونغ.

## التصوير الحديث
- مسلسل دموع التنين على قناة كي بي إس في سنة 1996 إلى سنة 1998، وقام بدوره الممثل: ين دونغ وون.
- مسلسل جونغ دو جون على قناة كي بي إس في سنة 2014، وقام بدوره الممثل: كم جن سونغ.